# Leptorchestes sikorskii
Leptorchestes sikorskii là một loài nhện trong họ Salticidae.
Loài này thuộc chi Leptorchestes. Leptorchestes sikorskii được Jerzy Prószyński miêu tả năm 2000.